# Liste der Einträge im National Register of Historic Places im Dillingham Census Area
Die Liste der Registered Historic Places im Dillingham Census Area führt alle Bauwerke und historischen Stätten im Dillingham Census Area des US-Bundesstaates Alaska auf, die in das National Register of Historic Places aufgenommen wurden.

## Chignik
- Aniakchak Bay Historic Landscape District

## Dillingham
- Pilgrim 100B Aircraft

## Igiugig
- St. Nicholas Chapel

## Kanatak
- Archeological Site 49AF3
- Kaguyak Village Site
- Kukak Village Site
- Takli Island Archeological District